# V.Smile Pro
Das V.Smile Pro (außerhalb Europa bekannt als V.Flash, Eigenschreibweise: V.FLASH HOME EDUTAINMENT SYSTEM) ist eine stationäre E-Learning-Spielkonsole, die erstmals im Jahr 2006 während des London Toy Fair der Öffentlichkeit vorgestellt wurde und weltweit im September 2006 von Vtech veröffentlicht wurde. Es ist der Nachfolger des V.Smile. Das V.Smile Pro kann im Gegensatz zu seinem Vorgänger bereits 3D-Grafiken darstellen und richtet sich in erster Linie an Kinder im Alter von über fünf Jahren. Die Spiele erschienen auf Compact Discs.

## Spiele
Für das V.Smile Pro erschienen in Deutschland die folgenden acht Spiele:
- Cars: Auf Der Überholspur
- Disney Prinzessinnen: Das zauberhafte Märchen-Abenteuer
- Die Unglaublichen: In unglaublicher Mission
- Multisports
- Shrek Der Dritte: Die Suche nach Arthus
- Spider-Man: Angriff der Super-Schurken
- Spongebob Schwammkopf: Ein Schwamm voller Ideen
- Das Verrückte Rennen Der Hüpf-Bohnen Insel